# 石丸藤太
石丸 藤太（いしまる とうだ、いしまる とうた、1881年（明治14年）12月14日 - 1942年（昭和17年）12月27日）は、日本の軍事評論家、大日本帝国海軍軍人である。最終階級は海軍少佐。

## 経歴・人物
佐賀県に生まれ、1898年（明治31年）12月、海軍兵学校に第29期生として入学する。1901年（明治34年）12月に卒業後は、大日本帝国海軍の軍人となり、1910年（明治43年）に海軍砲術学校の教官に就任した。1912年（大正元年）12月、海軍大学校（甲種12期）に入学し1914年（大正3年）5月に卒業。同年、戦艦「相模」の砲術長となったが、翌年には予備役となった。
1931年（昭和6年）から軍事評論家としての活動を開始する。その後は『東京日日新聞』の記者ともなり、晩年はジャーナリストとしても活動した。1939年（昭和14年）5月26日、大審院は石丸が軍事小説執筆のため平時戦時における軍隊編成装備の情報を松下芳男から入手したことが軍機保護法違反にあたるとして懲役1年6月執行猶予1年の有罪判決、確定により失官となる。これにより正六位返上を命じられ、勲四等、功五級及び明治三十七八年従軍記章、大正三四年従軍記章、大礼記念章（大正）を褫奪された。

## 栄典
- 1906年（明治39年）4月1日 - 功五級金鵄勲章・勲五等双光旭日章・明治三十七八年従軍記章[12]

## 著書
- 『日米戦争日本は破れず』[注釈 1]
- 『日米果して戦ふ（う）か』[注釈 2]
- 『日英必戦論』
- 『列国海軍と其の国民』